# رولاند تايلور
رولاند تايلور (بالإنجليزية: Roland Taylor)‏ (مواليد 13 مارس 1946 في واشنطن العاصمة - 7 ديسمبر 2017)، هو لاعب كرة سلة أمريكي سابق بدأ مسيرته الاحترافية في سنة 1969. تم اختياره من قبل فريق فيلادلفيا سفنتي سيكسرز خلال الدرافت. يبلغ طوله 6 قدم 0 بوصة (1.8 م). اعتزل اللعب في 1977. أحرز خلال مسيرته في الإن بي إيه 5098 نقطة بمعدل 8.0 نقاط في المباراة الواحدة.

## روابط خارجية
- رولاند تايلور على موقع إن بي أي (الإنجليزية)
- رولاند تايلور على موقع سبورتس رفرنس (الإنجليزية)
- رولاند تايلور على موقع كلية كرة السلة في سبورتس رفرنس.كوم (الإنجليزية)
- رولاند تايلور على موقع ريلجم (الإنجليزية)
- رولاند تايلور على موقع بروبوليرز (الإنجليزية)